# Canzonissima 1959
- Canzonissima 1959 è una trasmissione musicale, andata in onda dal 21 ottobre del 1959 al 6 gennaio del 1960. Fu condotta da Delia Scala affiancata da Paolo Panelli e da Nino Manfredi con la partecipazione speciale di Don Lurio.

Questa quarta edizione di Canzonissima fu quella che ottenne il maggiore gradimento da parte del pubblico e il maggiore favore dei critici televisivi. Il successo fu dovuto soprattutto alla bravura di Delia Scala, capace al tempo stesso di presentare, recitare, cantare e ballare. Nino Manfredi inventò il personaggio del barista ciociaro Bastiano, il cui intercalare (fusse ca fusse la vorta bbona) divenne famoso. Molto apprezzati furono anche i duetti canori, in cui i cantanti si alternavano nell'interpretazione della stessa canzone; degno di nota fu il duetto tra Wilma De Angelis e la debuttante Mina nell'interpretazione della canzone Nessuno.
La sigla del programma “La canzone che piace al cuor” (Verde-Canfora) cantata da Johnny Dorelli, Gino Latilla, Miranda Martino, Nilla Pizzi
Il vincitore della gara fu Joe Sentieri con il brano Piove (ciao ciao bambina); al secondo posto si classificò il brano Arrivederci di Umberto Bindi, interpretato da Miranda Martino e Nicola Arigliano.
1ª puntata (21 ottobre)
Nessuno (Mina e Wilma De Angelis)
Piove (Joe Sentieri)
Arrivederci (Miranda Martino e Nicola Arigliano)
Cerasella (Gino Latilla)
Vieneme ‘nzuonno (Fausto Cigliano)
Io sono il vento (Arturo Testa)
Meravigliose labbra (Johnny Dorelli e Miranda Martino)
2ª puntata (28 ottobre)
Vecchio frac (Gino Latilla)
Io (Johnny Dorelli)
Suonno a Marechiaro (Maria Paris)
Notte lunga notte (Arturo Testa)
Sarrà chi sa (Teddy Reno)
Guarda che luna (Betty Curtis e Fausto Cigliano)
Julia (Joe Sentieri)
3ª puntata (4 novembre)
Tua (Mina e Tonina Torielli)
Love in Portofino (Johnny Dorelli)
La verità (Betty Curtis)
Tornerai (Alberto Rabagliati)
Lazzarella (Gino Latilla)
Resta cu ‘mme (Teddy Reno)
Carina (Nicola Arigliano)
4ª puntata (11 novembre)
‘Mbraccio a te (Fausto Cigliano)
I sing ammore (Nicola Arigliano)
Padrone d’o mare (Arturo Testa)
Farfalle (Betty Curtis)
Solitudine (Miranda Martino)
Accussì (Maria Paris)
Ritroviamoci (Joe Sentieri)
5ª puntata (18 novembre)
Guaglione (Fausto Cigliano)
Firenze sogna (Wilma De Angelis)
Vogliamoci tanto bene (Teddy Reno)
Come prima (Mina)
Una marcia in fa (Gino Latilla)
Addio Maria (Johnny Dorelli)
Anema e core (diversi interpreti)
6ª puntata (25 novembre)
Marechiaro (Ferruccio Tagliavini)
Come pioveva (Gino Latilla)
Eri piccola (Roby Guareschi
Concertino (Miranda Martino)
Tu vuoi così (Tonina Torielli)
Conoscerti (Mina e Arturo Testa)
Atene (Johnny Dorelli, Fausto Cigliano e Nicola Arigliano)
7ª puntata (2 dicembre)
Signora fortuna (Alberto Rabagliati)
Giamaica (Arturo Testa)
Lontano da te (Betty Curtis)
Amorevole (Nicola Arigliano)
Malinconico autunno (Wilma De Angelis)
Usignolo (Gino Latilla)
Grazie dei fior (Tonina Torielli)
8ª puntata (9 dicembre)
L’ottava puntata è quella della ribellione dei cantanti. Delia Scala, Manfredi e Panelli interpretano i motivi in gara mentre Arigliano, Mina e Arturo Testa li presentano ai telespettatori.
Tuppe tuppe mariscià (Nino Manfredi)
Pasqualino maragià (Delia Scala)
Ghiaccio bollente (Gino Latilla)
O sole mio (video della classica interpretazione di Enrico Caruso)
Tutte le mamme del mondo (Wilma De Angelis)
Malatia (Mina e Maria Paris)
Come le rose (Miranda Martino)
9ª puntata (16 dicembre)
Che bambola (Roby Guareschi)
Donna (Johnny Dorelli)
Non partir (Alberto Rabagliati)
Musetto (Nicola Arigliano)
Labbra di fuoco (Joe Sentieri)
Tintarella di luna (Mina)
Brivido blu (Betty Curtis)
10ª puntata (23 dicembre)
Vengono presentate le sette canzoni finaliste della Canzonissima 58: 
Arrivederci Roma (Claudio Villa)
Vurria (Aurelio Fierro)
Ti dirò (Anna D’Amico)
Mamma (Nunzio Gallo)
Signorinella (Achille Togliani)
Nel blu dipinto di blu (Gloria Christian)
L’edera (Nilla Pizzi)
11ª puntata (30 dicembre)
Vengono presentate le sette canzoni finaliste della Canzonissima 59:
Piove (Joe Sentieri)
Arrivederci (Miranda Martino e Nicola Arigliano)
Io sono il vento (Arturo Testa)
Vecchio frac (Johnny Dorelli)
Cerasella (Gino Latilla)
Vieneme ‘nzuonno (Fausto Cigliano)
Nessuno (Mina e Wilma De Angelis)
12ª puntata 6 gennaio 1960
Classifica finale:
1. Piove (Joe Sentieri)
2. Arrivederci (Miranda Martino e Nicola Arigliano)
3. Vecchio frac (Alberto Rabagliati)
4. Mamma (Nunzio Gallo)
5. Arrivederci Roma (Claudio Villa)
6. L’edera (Nilla Pizzi)
7. Signorinella (Achille Togliani)
8. Vurria (Aurelio Fierro)
9. Cerasella (Gino Latilla)
10. Io sono il vento (Arturo Testa)
11. Nessuno (Mina e Wilma De Angelis)
12. Vieneme ‘nzuonno (Fausto Cigliano)
13. Nel blu dipinto di blu (Gloria Christian)
14. Ti dirò (Anna D’Amico)